# Затока Вірності
Затока Вірності (лат. Sinus Fidei) — маленька морська ділянка на Місяці, на півночі Моря Парів. Довжина — близько 70 км, координати центра — 17°59′ пн. ш. 2°02′ сх. д. / 17.99° пн. ш. 2.04° сх. д.. Її назва з'явилася на карті, виданій 1974 року Військовим картографічним агентством США для НАСА, і 1976 року була затверджена Міжнародним астрономічним союзом.
Затока Вірності врізається в «Землю Снігів» — трикутну область між морями Ясності, Парів та Дощів. На півночі затока межує з місячними Апеннінами, а за 30 км на схід від неї розташоване Озеро Щастя. На захід від затоки знаходиться кілька великих напівзруйнованих кратерів: 22-кілометровий Марко Поло S, 28-кілометровий Марко Поло P та 38-кілометровий Марко Поло M. Неподалік від східного берега затоки лежить 4-кілометровий кратер Конон W. У самій затоці найменованих кратерів станом на 2015 рік нема.
У північній частині затоки тягнеться звивиста борозна Конона (лат. Rima Conon) довжиною близько 40 км і шириною до 2,5 км, а також кілька менших безіменних борозен. Три з них утворюють примітну фігуру в вигляді грецької букви π.
Поверхня Затоки Вірності лежить на 0,6–0,8 км нижче за місячний рівень відліку висот і на 0,4–0,6 км вище за центральну частину Моря Парів.

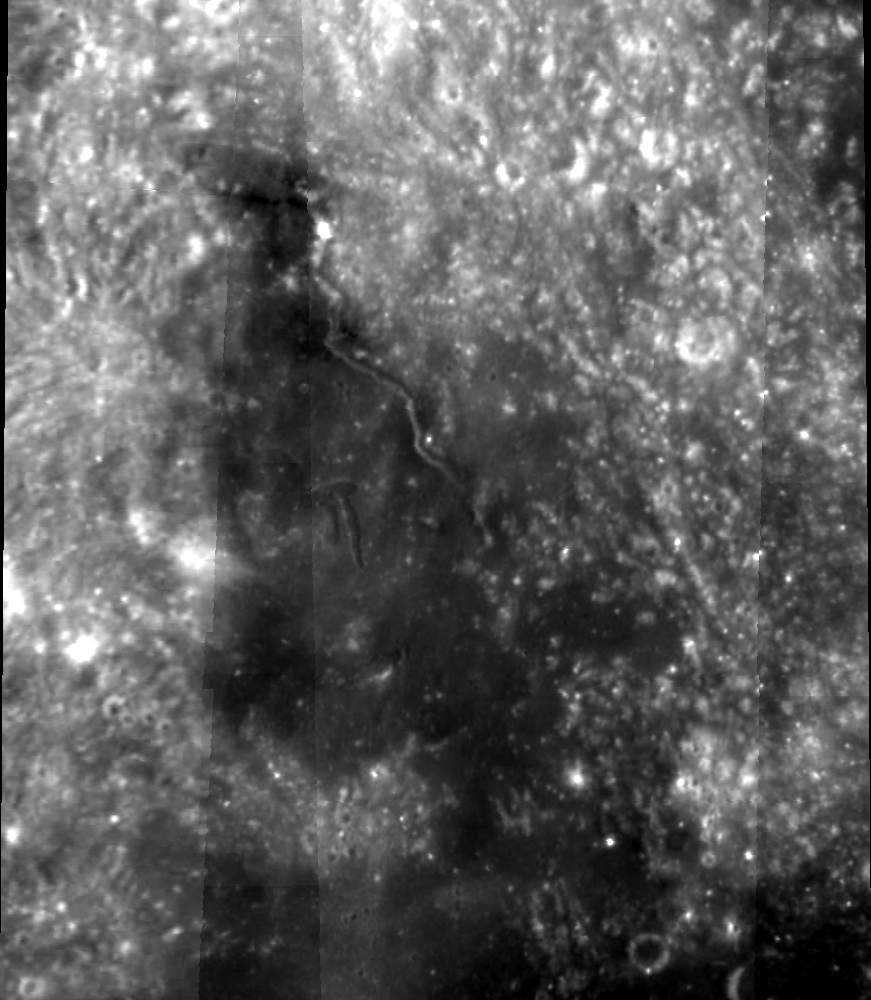
Затока Вірності. Мозаїка знімків «Клементини», зроблених при великій висоті Сонця.
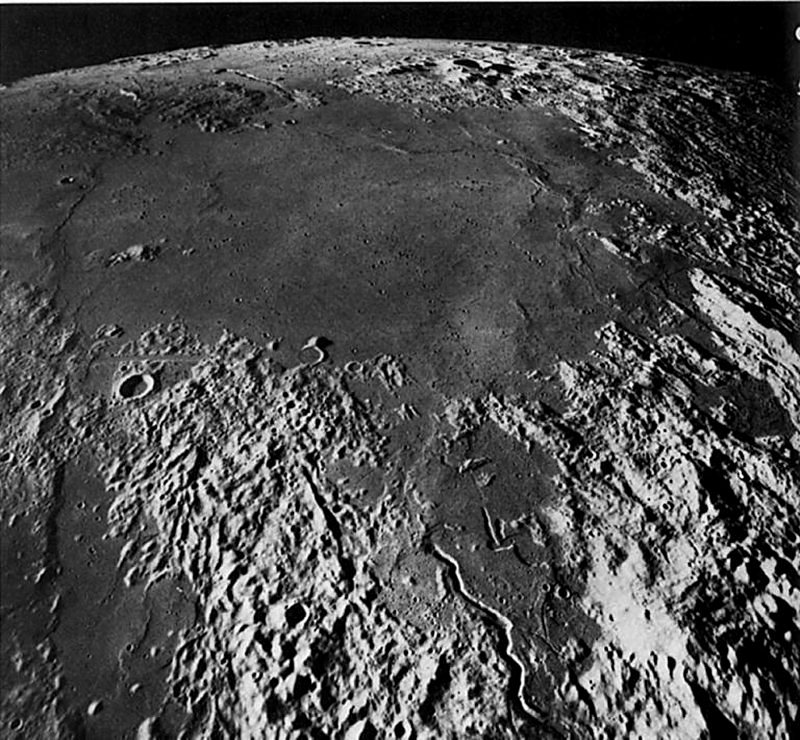
Море Парів, погляд із півночі. Затока Вірності — внизу праворуч. Знімок «Аполлона-17», 1972.